# باتو فرینگی
باتو فرینگی منطقه‌ای در حومه شهر جرج تاون در پنانگ، مالزی است. این منطقه که در امتداد ساحل شمالی جزیره پنانگ و در حدود ۱۱ کیلومتری (۶٫۸ مایلی) شمال غربی مرکز شهر واقع شده است، مقصد برتر ساحلی در میان مردم محلی و گردشگران است. برای رفع نیاز هجوم گردشگران، چندین هتل مهم بلند مرتبه به موازات ۴ کیلومتری (۲٫۵ مایلی) امتداد ساحل، تأسیس شده است.
تفرجگاه ساحلی در امتداد باتو فرینگی، ورزشهای آبی متنوعی، همانند پاراسیلینگ را ارائه می‌کنند. در روزی که هوا صاف است، می‌توان منظره زیبایی از دریای آندامان و کوه جرای که در ایالت همجوار، کداح قرار دارد، مشاهده نمود. در ضمن، باتو فرینگی به خاطر بازار شبانه‌ای که طیف وسیعی از اجناس و غذاهای خیابانی را ارائه می‌کنند، معروف است.
قبل از اینکه در سال ۱۵۹۲، پای فردی انگلیسی به نام جیمز لنکستر به منطقه برسد و شروع به غارت کشتی‌های اطراف جزیره پنانگ نماید، فعالیت‌های انسانی در منطقه باتو فرینگی جاری بوده است. هرچند، تا قبل از اینکه در دههٔ ۱۹۷۰ منطقه به سمت شهرنشینی شروع به توسعه نماید، باتو فرینگی دهکده ای آرام بود.

منطقه باتو فرینگی به علت قرار گرفتن در امتداد ساحل شمالی جزیره پنانگ، از زمین‌لرزه و سونامی ۲۰۰۴ اقیانوس هند ضربه سختی خورد.

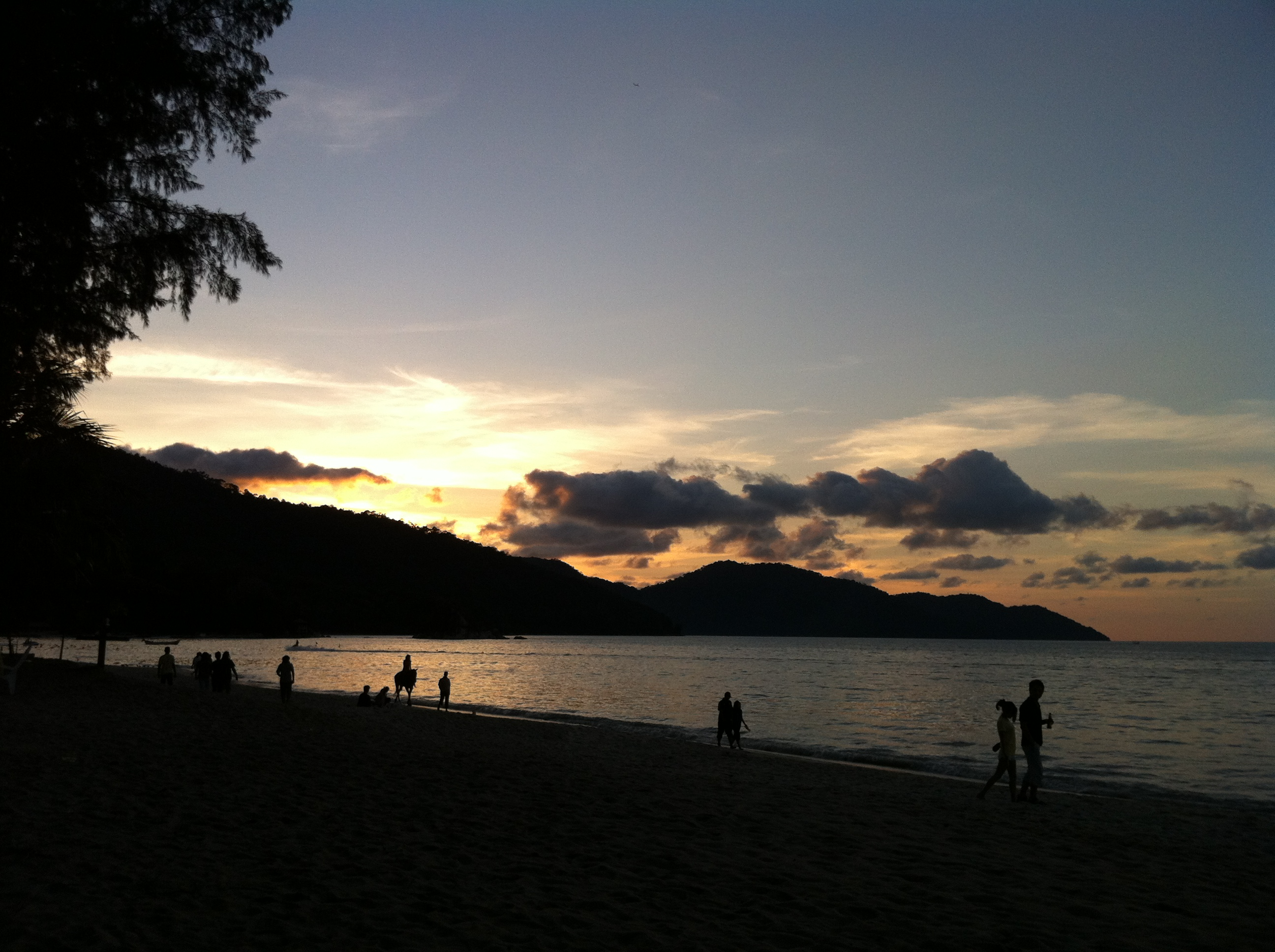
غروب منطقه باتو فرینگی

## ریشه‌شناسی

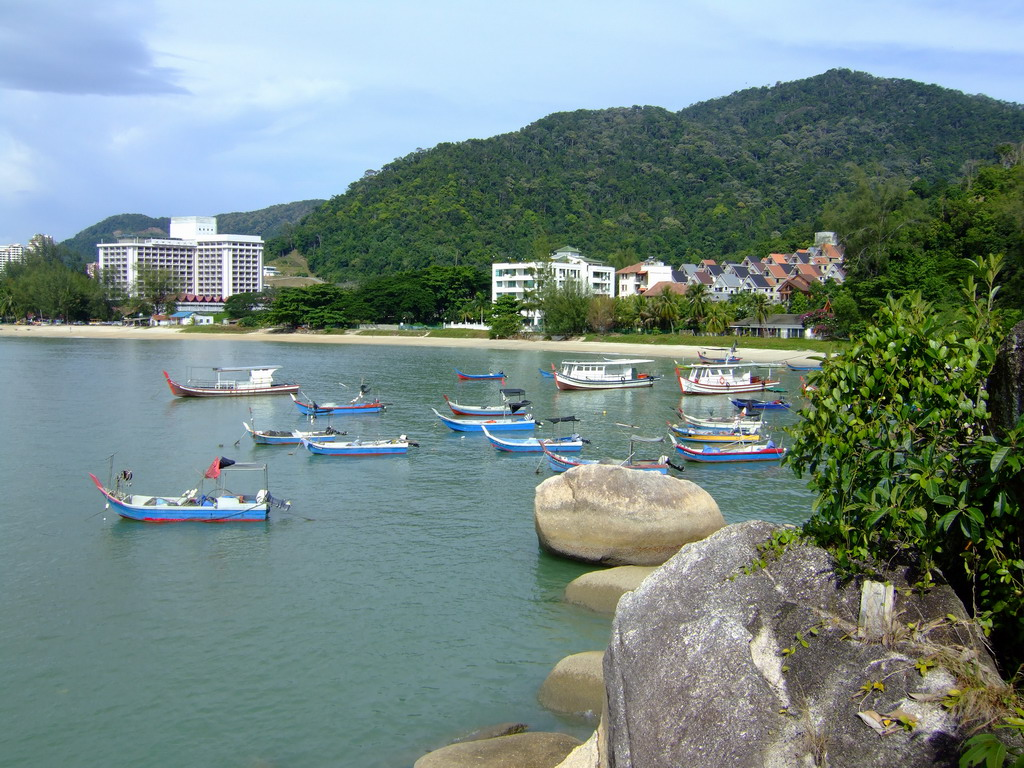
قایقرانی در منطقه باتو فرینگی

کلمه فرینقی یا فرینگی، املای امروزی لغت باستانی مالائی پرینگی است، قبل از اینکه برای تمام سفید پوستان بکار گرفته شود، در ابتدا برای اشاره به کشور گشایی پرتغالی‌ها استفاده می‌گردید. این کلمه، هم ریشه لغت فرنگ تایلندی و کلمه بارنگ زبان خمر است. تمام اینها از کلمه هندی فیرنگی (फ़िरंगी) مشتق شده‌اند که سرچشمه خود این کلمه هندی هم از کلمه فرینگی در زبان عربی یا کلمه فرنگی در زبان فارسی است. در خاورمیانه و آفریقا، در اصل این کلمه به فرانک‌ها اشاره داشت ولی شامل عموم اروپایی‌ها شد.
بنابراین، کلمه باتو فرینگی، به معنای مکانی است که غربی‌ها به ساحل رسیده بودند، لغت مالایی باتو (به معنی صخره) را دربر گرفته، که اشاره به خط ساحل صخره ای این منطقه خاص دارد.
در بین تامیلی‌ها، این منطقه به عنوان پارینگی مالای به معنی «تپه بیگانه» معروف است.

## پیشینه
جیمز لنکستر، ناخدای کشتی غیردولتی انگلیسی، در سال ۱۹۵۲، وارد ساحل این منطقه ویژه شد. این باعث شد که لنکستر اولین فرد اروپایی باشد که وارد جزیره پنانگ گردید. با ورود کشتی ادوارد بونادونچر به ساحل، لنکستر و خدمه اش طی چهار ماه، هر کشتی را که مشاهده نمودند، شروع به غارتش کردند.
آغاز شهری شدن باتو فرینگی، در دههٔ ۱۹۷۰ بود. این روند با ساخت چند هتل در کنار ساحل، جذب گردشگران و افراد محلی، اتفاق افتاد. به زودی با ساخت مجتمع‌های مسکونی، با عرضه املاکی با مناظر شگفت‌انگیز رو به دریای شبه جزیره مالایی ادامه یافت. هر چند این تحولات باعث مشکلاتی همچون کاهش کیفیت آب دریا گردید که منجر به هجوم عروس دریایی به اطراف باتو فرینگی شد.
باتو فرینگی یکی از مناطقی بود که ضربه شدیدی طی زمین‌لرزه و سونامی ۲۰۰۴ اقیانوس هند بر آن وارد شد که در مجموع ۵۲ نفر طی آن حادثه جانشان را از دست دادند.

## حمل و نقل
اتوبوسهای خطوط ۱۰۱ و ۱۰۲ رپید پنانگ، با اتصال باتو فرینگی به جرج تاون و دیگر مقصدهای جزیره پنانگ، همچون تانجونگ بونگا، تانجونگ توکونگ، فرودگاه بین‌المللی پنانگ و کوئینزبای مال به ساکنان حومهٔ شهر ارائه خدمت می‌کنند.
خط اتوبوسرانی دیگری که ارائه خدمت می‌کند، اتوبوس‌های هاپ آن هاپ آف پنانگ است که در وهلهٔ اول برای گردشگران تدارک دیده شده است. این خط از ااتوبوس دوطبقه روباز بهره می‌برد، دارای سه ایستگاه در منطقهٔ باتو فرینگی است، شامل یک توقف انتخابی در ساحل میامی و دو ایستگاه توقف استاندارد در هالیدی این و هتل هارد راک است.

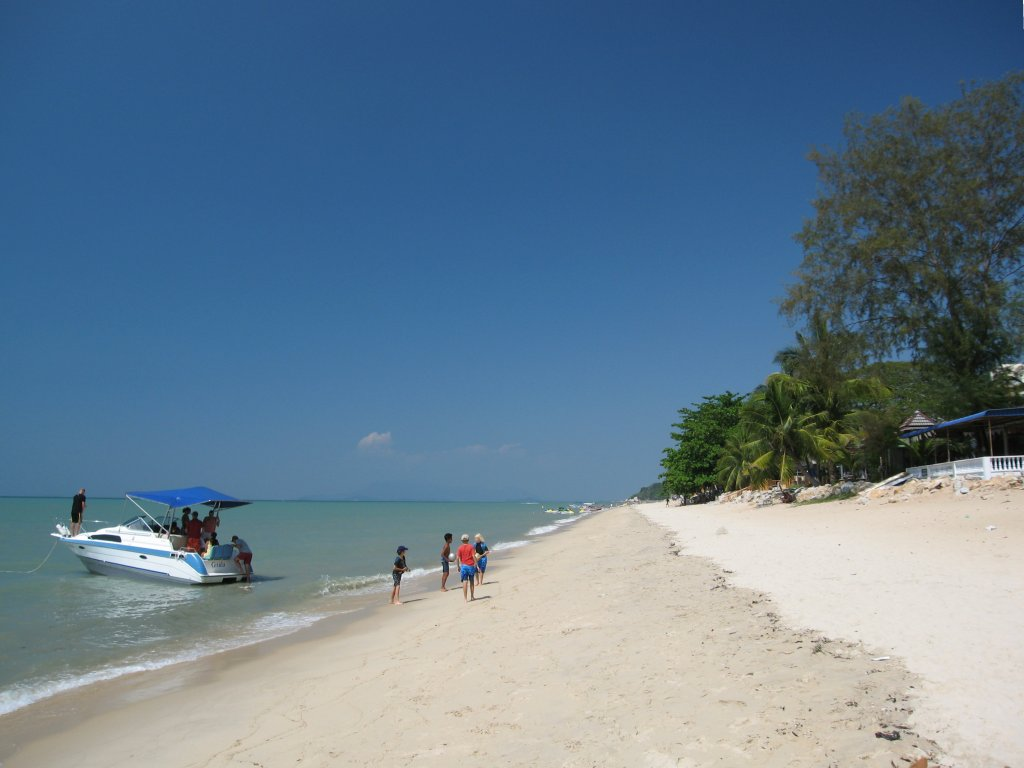
ساحل زیبای منطقه باتو فرینگی

## آموزش
تنها مدرسه منطقه حومه شهری باتو فرینگی، مدرسه بین‌المللی پنانگ (آپلند)، است که به‌طور عمده به جامعه مهاجرین این منطقه حومه شهر و افرادی که در منطقه حومه مجاور، تانجونگ بونگا، هستند ارائه خدمت می‌نماید.
نزدیکترین مدرسه ابتدایی و دبیرستان دولتی در تانجونگ بونگا قرار دارد.

## مرکز خرید
هرچند باتو فرینگی مرکز خریدی ندارد، این منطقه حومه شهر به خاطر بازار شبانه اش مورد توجه است. سوغاتی، دی‌وی‌دی، کارهای هنری، لباسهای ورزشی، و دیگر البسه و متعلقات لباس در بازار شبانه را می‌توان با کمی چانه زنی با قیمت ارزان یافت نمود، که همچنین با غرفه‌های متنوع فروش غذا که غذاهای خیابانی پرآوازه پنانگ و تنقلات را می‌فروشند، در یک راستا قرار گرفته‌اند.

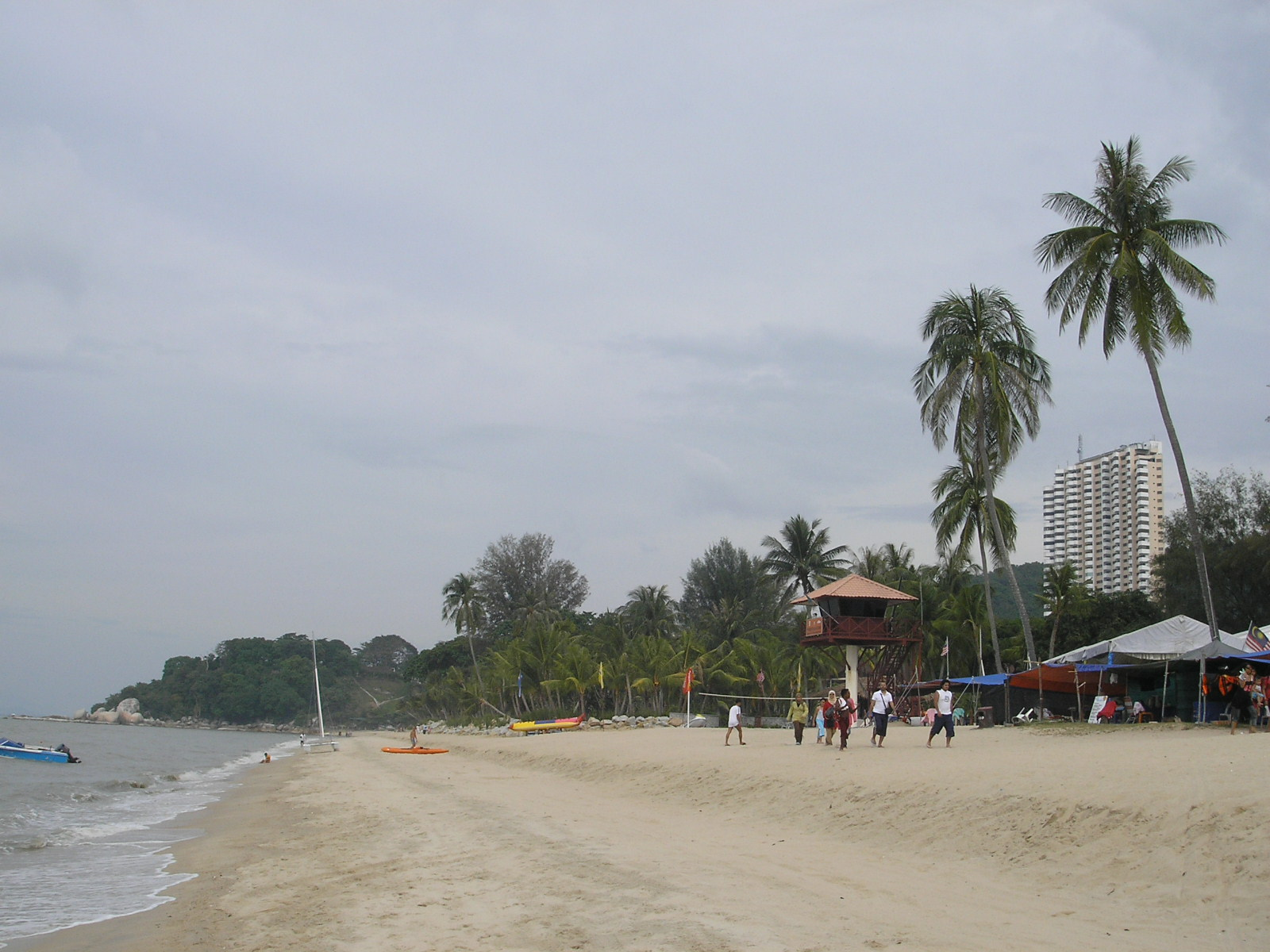
ساحل چشم نواز منطقه باتو فرینگی

## جذابیت‌های گردشگری
- ساحل میامی
- هتل هارد راک
- بازار شبانه باتو فرینگی
- انتوپیا (نام سابق، باغ پروانه پنانگ)